# 翼地效應機

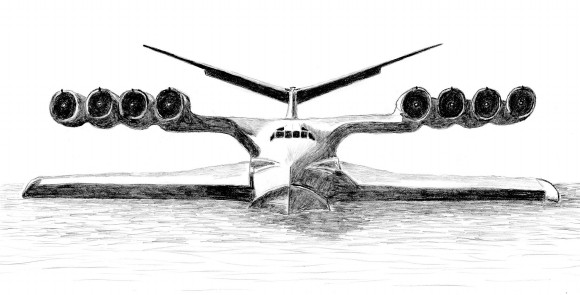
苏制地效飞行器

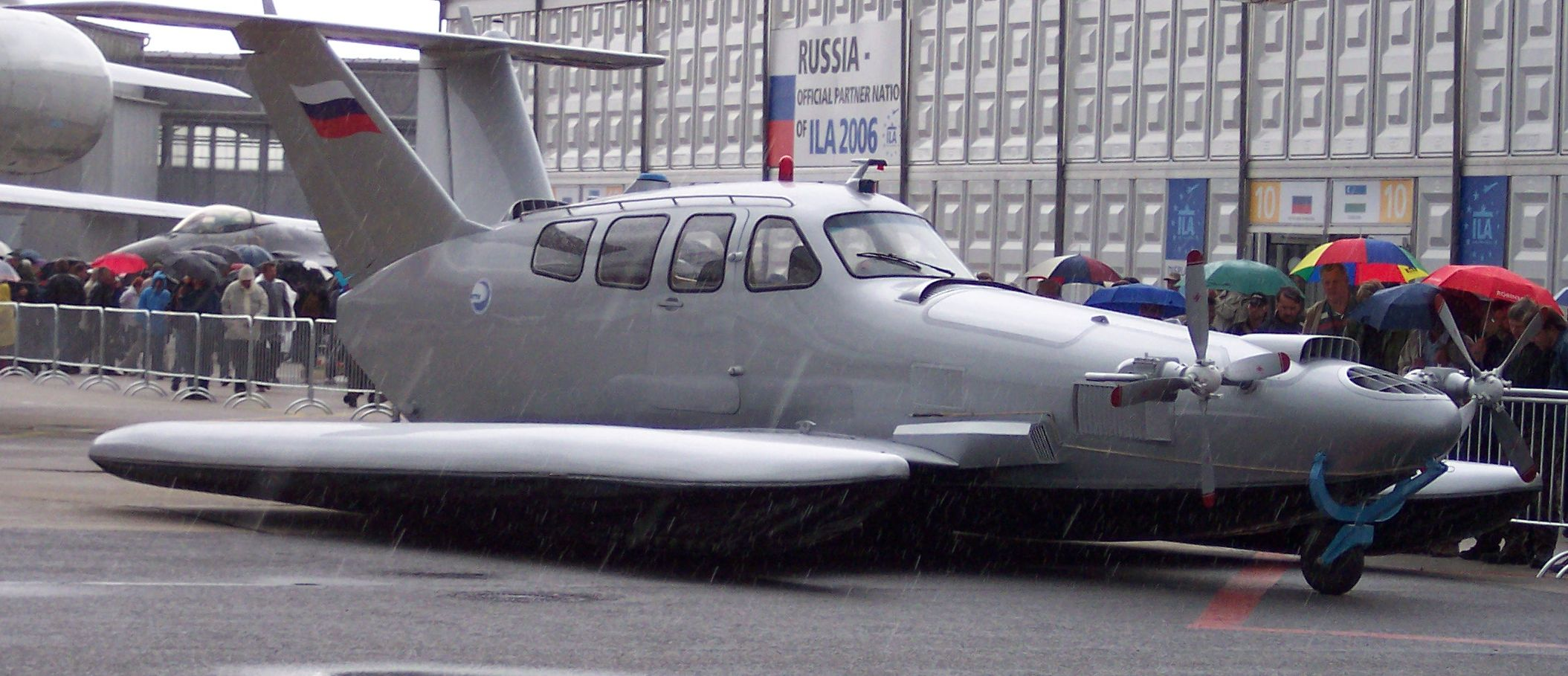
因軍事效益和安全性不如潜艇，地效飛行器已逐步轉為民間用途

地效飞行器（Ground-effect vehicle），也称作地效飛行器或飛翼船，是一種利用地面效應飛行的飛行器，是结合了普通飞机与气垫船两者特点的飞行器。与普通飞机的不同处是，這種飞行器主要在地效区飞行，也就是贴近地面、水面飞行，需要全時間利用翼地效應來運作。与气垫船的不同处是，气垫船靠自身动力产生气垫，而地效飞行器靠地面效应产生气垫。不過此類飞行器只能夠在離地幾尺至十幾尺的高度飛行，不能任意改變高度。氣墊船經常被誤會為是翼地效應機，但實際上兩者是仰賴不同的原理來產生浮力。

## 飞行原理
当运动的飞行器贴近地面或水面飞行时，气流流过机翼后会向后下方流动，这时地面或者水面将产生一股反作用力，当它在距离水面等于或小于1/2翼展的高度上飞行时，整个机体的上下压力差增大，升力会陡然增加，阻力减小，阻挡飞行器机翼下坠。这种可以使飞行器诱导阻力减小，同时能获得比空中飞行更高升阻比的物理现象，被科学家称为翼地效應，并由此开辟了地效飞行技术。

## 應用
早年的嘗試有休斯H-4大力神等，但實際只飛了很短距離就降落了。主要問題是當時的飛機發動機功率不足。

### 大型水空艇
在1980年代，前蘇聯實驗性地開發出噴射推進翼地效應機，其極限飛行重量可達1,000公噸，由於當時還處於冷戰時期，西方國家對於蘇聯在隱密情況下測試的此種飛行器瞭解不多，只能暫時以「裏海怪物」統一代稱蘇聯軍用地效飞行器.
大部份翼地效應機都被設計為在水面上運作，因為水面比地面平滑和少障礙物，不但危險度較少，而且在不運作的時候，還可以利用水面浮力來承受機體重量，在起飛時亦較為簡單。物理學家斯坦利·胡克曾提出非常巨型、全重2,000公噸的概念翼地效應機，此機可以搭載超過1000個乘客，以低廉的價格高速往返目的地。然而最後蘇聯的相關研究還是失敗了，翼地效應機兩大缺點一是做為一種永恆低飛的水上飛機，非常懼怕大風浪，隨時有被海浪拍入海中墜毀的風險，事實上在風浪平靜的裏海最後依然損失了不少實驗機，所以在大洋上使用是不切實際，若是擔任運輸機使用更可能造成重大傷亡，另一缺點是長期海上鹽分腐蝕對於這種低飛飛機的維修成本，當時的材料工程學還無法克服。

### 無人機
2017年中國解放軍披露一款翼地效應無人機，其前端卻類似一枚反艦飛彈，外界分析認為這種武器的出現是針對攻擊航母戰鬥群的一種特化武器，將幾種特性巧妙連結起來。
首先作為一種消耗性無人機，其海上安全性並不重要，在風浪中有一定墜毀率可以接受。而其攻擊的有效性在於針對艦載預警機的弱點，由於艦載預警機的重量限制嚴格無法裝備重型的下視雷達，其偵測原理是脉衝多普勒雷達，這種雷達為了濾除海面雜波而有一種先天上的缺點就是有徑向速度偵測下限，也就是目標物必須直面往偵測方圓中飛來，且速度達到200多節以上才會被探測，低空小體積慢速目標無法偵測，所以從空中突破航母防禦圈有三種方法：
- 第一是速度極快的超音速飛彈，就算被探測到也不好攔截
- 第二是採用一種繞圈飛行法讓径向轉為切向，儘量讓側面面對預警機形成匿踪，然而飛彈類武器燃料有限實行較困難。
- 第三就是超低空小體積慢速接近

反艦飛彈化的地效無人機便是針對第三種方式改良，小型低空慢速飛行的缺點是載重量下降無法搭載足夠爆炸力的彈頭損傷大型船艦，然而地面效應的升力可以彌補這一弱點，當其以一百多節的低速（但对于舰船，这一速度是难以达到的超高速）突破預警機探測圈後，接近有相控陣雷達的驅逐艦或航母時再拋棄機身轉為超音速反艦導彈飛馳而去，突破最後的近防砲防禦。

## 相關條目

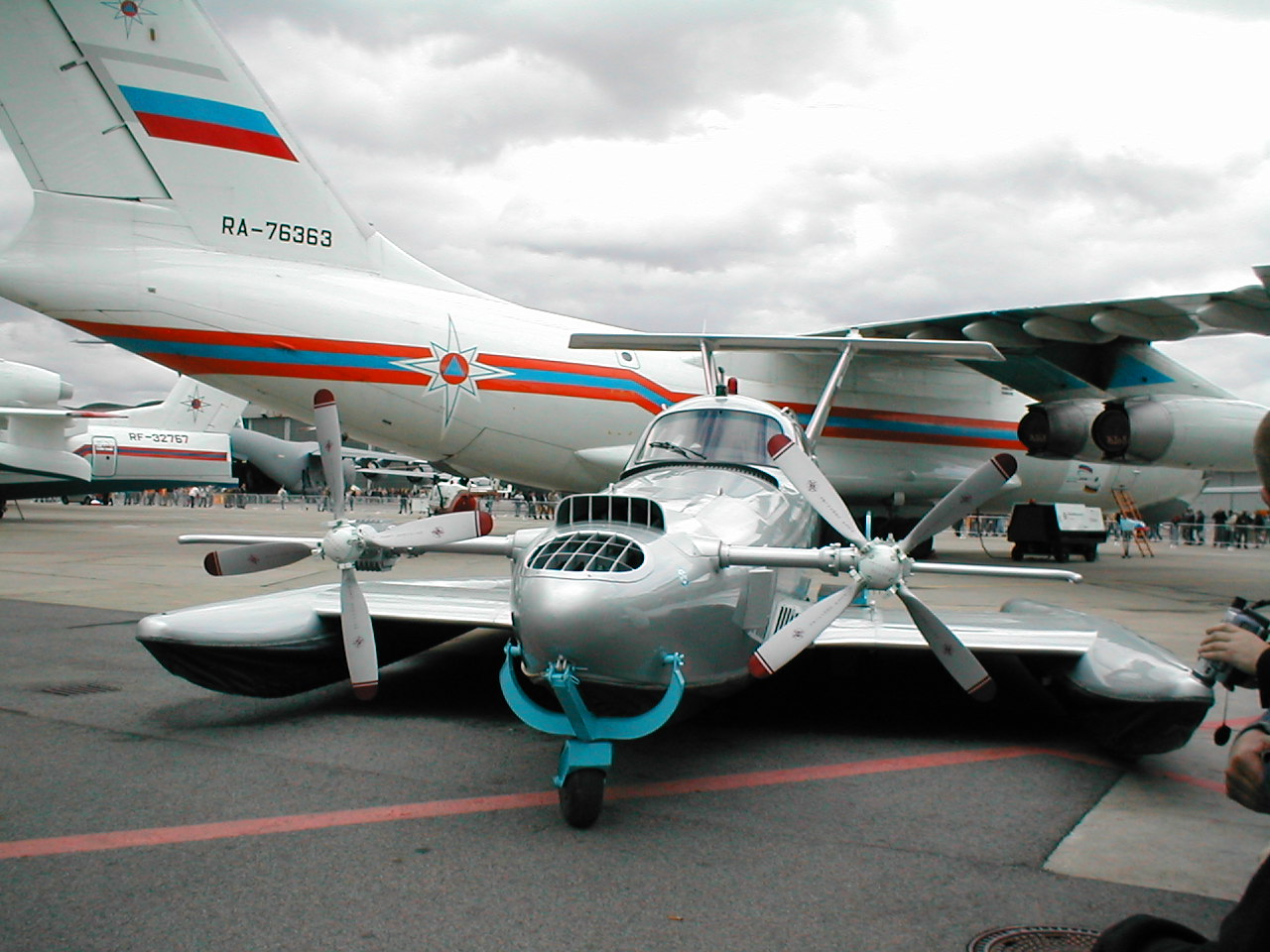
Aquaglide-2民用小型機
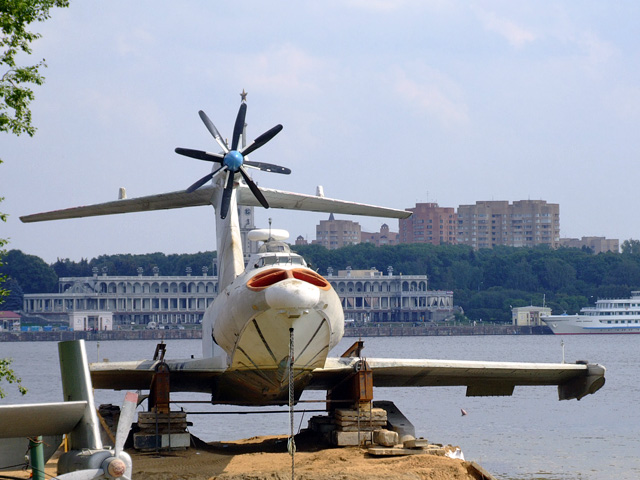
俄製A-90民用機
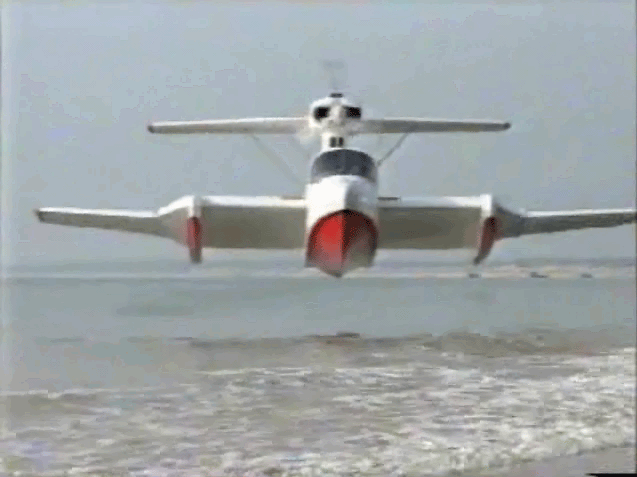
澳洲海鷹
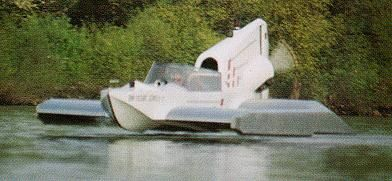
德國Jörg 1
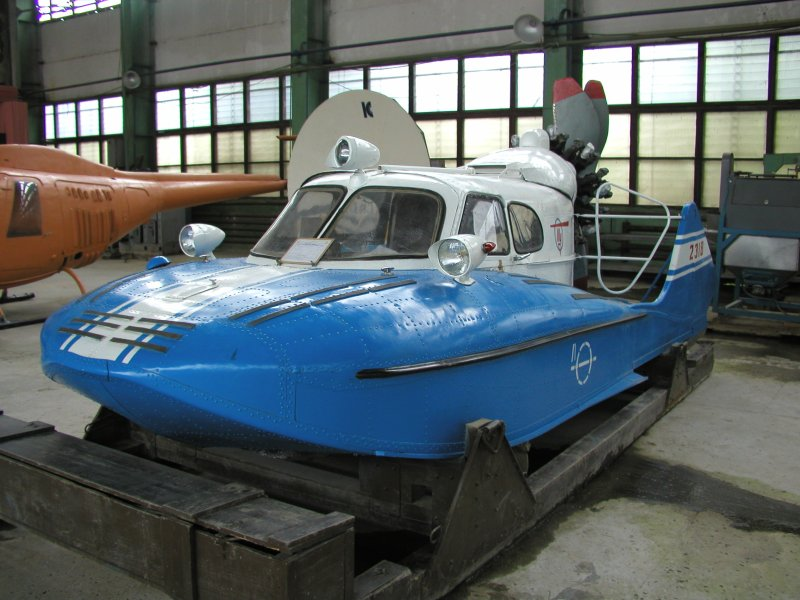
A-3超小型機

## 外部連結
- 前苏联地效飞行器 （页面存档备份，存于）
- 波音公司的翼地效應機:鵜鶘 （页面存档备份，存于）
- 央視-里海怪物2015重出江湖 （页面存档备份，存于）
- 伊朗的地效飞行器

1. ↑  .   [2017-11-20]. （原始内容存档于2019-12-02）.
2. ↑  .   [2017-11-20]. （原始内容存档于2021-02-03）.
3. ↑  .   [2017-11-20]. （原始内容存档于2019-09-01）.